# Bande Nere (huurlingenleger)
De Bande Nere of Zwarte Benden waren een compagnie Italiaanse huurlingen tijdens de Italiaanse Oorlogen (1516-1528), aangevoerd door de condottieri Giovanni de' Medici en – na diens dood – Orazio Baglioni. Ze werden ook wel Bande Nere de Giovanni genoemd en hijzelf Giovanni delle Bande Nere. De naam kwam van hun zwarte kleur, die ze droegen als teken van rouw na de dood van de Medici-paus Leo X. Het was een geducht huurlingenleger dat diverse keren van kamp wisselde.

## Geschiedenis
De compagnie bestond voornamelijk uit haakbusschutters, waaronder de eerste bereden haakbusschutters van Europa. De Bande Nere werden beschouwd als het beste Italiaanse leger. In dienst van Charles de Lannoy en van de paus namen ze in november 1521 deel aan de slag bij Vaprio d'Adda, waarbij ze de rivier de Adda wisten over te steken en de Fransen op de vlucht joegen, zodat de weg naar Pavia werd geopend. 
Toen paus Leo X kort daarna stierf, maakte Giovanni zijn wit-paarse banieren zwart. Onder deze nieuwe kleuren namen de Bande Nere deel aan de slag bij Bicocca in 1522 en die bij Sesia in 1523. Vanwege onenigheid over de soldij liepen ze vervolgens over naar Frans I van Frankrijk, aan wiens zijde ze in 1525 meevochten in de Slag bij Pavia. Ze konden niet verhinderen dat hij het onderspit dolf en gevangen werd genomen.
Aan het begin van de Oorlog van de Liga van Cognac probeerden de Bande Nere de opmars van de keizerlijke landsknechten van  Frundsberg in Lombardije te weerstaan. Giovanni werd begin 1526 gedood nabij Mantua als gevolg van een falconetschot. Nadat ze hun leider hadden verloren, verspreidden de troepen zich. Het jaar daarop werden ze opnieuw samengesteld onder het bevel van Orazio Baglioni en namen ze deel aan de campagne van maarschalk Odet de Foix in het koninkrijk Napels. Tijdens het Beleg van Napels werd Baglioni in mei 1528 gedood. Verlamd door de pest trokken de Bande Nere zich samen met de Fransen terug, om zich eind 1528 over te geven aan de keizerlijke strijdkrachten. Kort daarna werden ze ontbonden.
Het huurlingenleger wisselde verschillende keren van kant: ze dienden in 1516 de paus tegen Urbino, in juli 1521 Florence tegen Frankrijk en Venetië, in maart 1522 Frankrijk tegen de keizerlijken, in 1523 Milaan tegen Frankrijk, in november 1524 Frankrijktegen de keizerlijken, in juli 1526 de paus en Florence, en in november 1526 Frankrijk tegen de keizerlijken.